# Kala

Kala, (sanskrtsko Kāla - čas, črna, Mahākāla - veliki čas, velika črna)  je lahko:
- v hinduizmu vzdevek boga smrti Jame.
- v vedski mitilogiji poosebitev časa kot kozmogonične sile in vsegoltajočega časa smrti.[1]